# مجموعة سايت للاستخبارات
مجموعة سايت للاستخبارات (بالإنجليزية: SITE Intelligence Group)‏ هي شركة ربحية مقرّها في مدينة بيثيسدا الأمريكية، وهي تتعقّب أنشطة التنظيمات التي تدعو لسيادة البيض والتنظيمات الجهادية. ومن 2002 إلى 2008، عُرِفَت المجموعة باسم «معهد البحث عن الكيانات الإرهابية الدولية» (بالإنجليزية: Search for International Terrorist Entities (SITE) Institute)‏. تُدار المجموعة بواسطة المحللة الإسرائيلية ريتا كاتز. يشترط موقع المجموعة على الإنترنت تسجيل اشتراك فيه من أجل مشاهدة الكثير من محتوياته.

## فيديو ستيفن سوتلوف
في 2 سبتمبر 2014، نشرت مجموعة سايت على موقعها الإلكتروني فيديو ذبح الصحفي الإسرائيلي - الأمريكي ستيفن سوتلوف على يد تنظيم داعش، قبل قيام التنظيم المذكور بنشر الفيديو.

## وصلات خارجية
- الموقع الرسمي